# Arabacıbozköy, Akhisar
Arabacıbozköy là một xã thuộc huyện Akhisar, tỉnh Manisa, Thổ Nhĩ Kỳ. Dân số thời điểm năm 2011 là 1.124 người.